# Frihedsstøtten

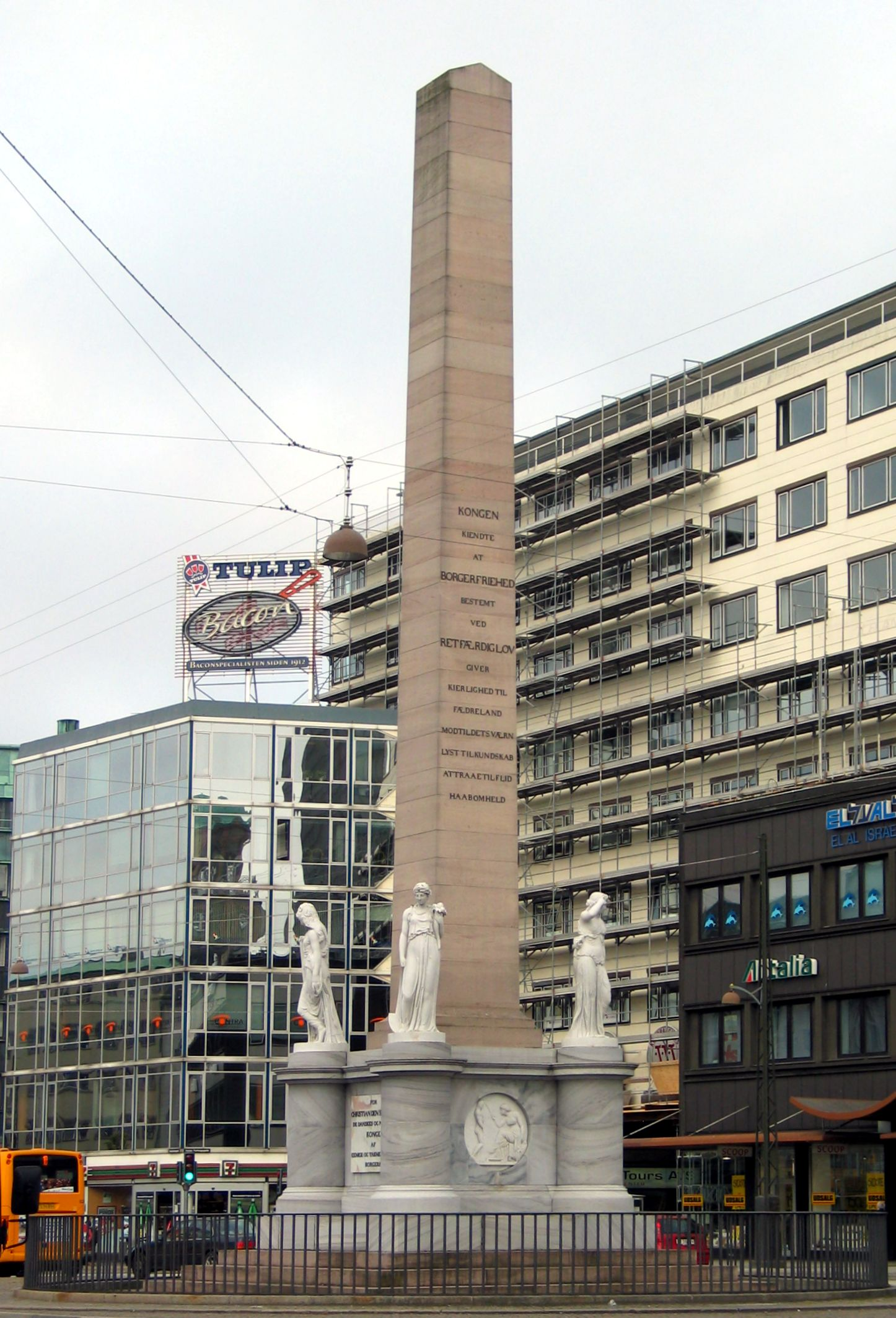
Frihedsstøtten.

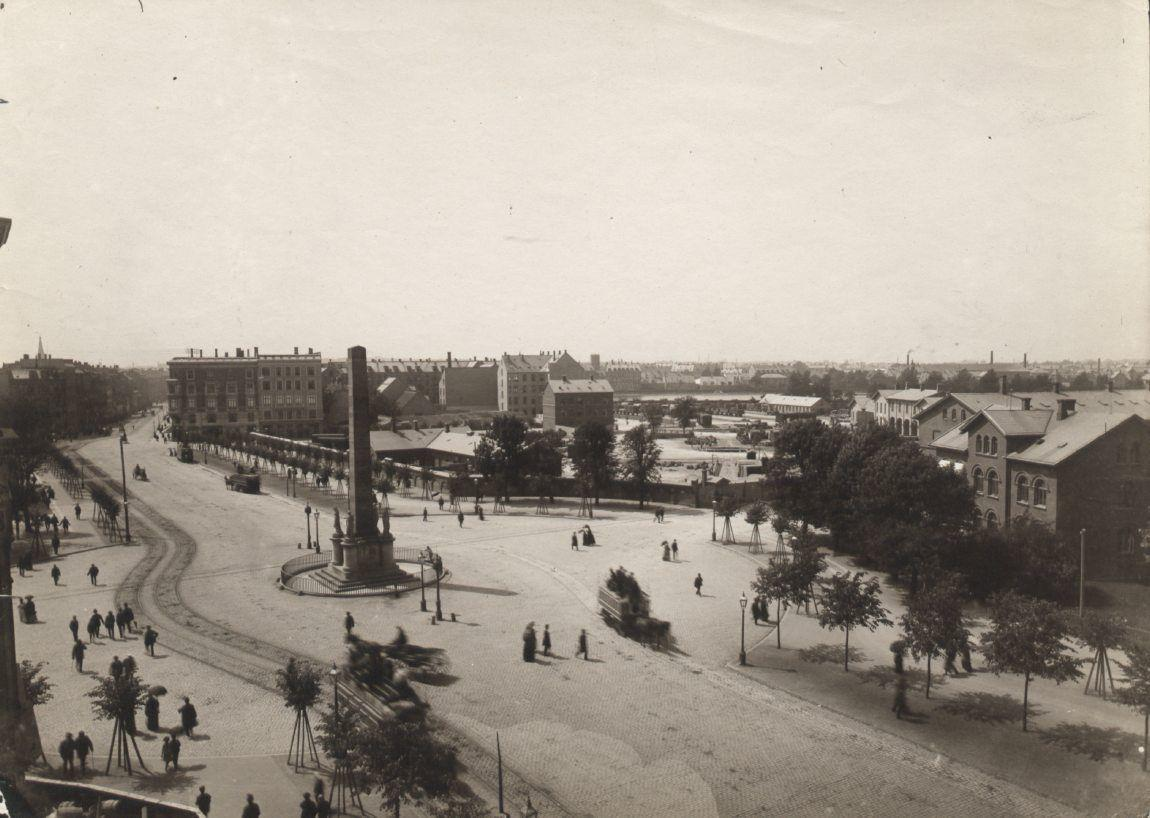
Frihedsstøtten på en bild från 1888.

Frihedsstøtten på Vesterbrogade vid Hovedbanegården i Köpenhamn är en 20 meter hög obelisk, rest utanför Köpenhamns dåvarande vallar till minne av avskaffandet av stavnsbåndet vid jordbruksreformen 1788. 

## Bakgrund
Grundstenen lades av kronprins Frederik (senare kung Frederik VI) den 31 juli 1792. Minnesmärket stod färdigt i september 1797. Det står idag kvar på ungefär samma plats som den ursprungliga. De fyra statyer som är placerade runt obelisken symboliserar trohet, bondeflit, tapperhet och medborgardygd.
Arkitekten och målaren Nicolai Abildgaard ritade obelisken, Johannes Wiedewelt har utfört statyn Troskab och medaljongen Retfærdighedens Genius. Nicolai Dajon har utfört statyerna Borgerdyd och Tapperhed. Andreas Weidenhaupt har utfört medaljongen Trældom afskaffes och statyn Agerdyrkningsfliden.
Frihedsstøtten renoverades första gången 1850–51. I samband med bygget av Hovedbanegården och Boulevardbanen blev monumentet 1909–10 nedmonterat och återuppfört 5,3 meter öster om den ursprungliga platsen i en kopia utförd av skulpturen Jens Lund 1911. 1999 återinvigdes monumentet efter en omfattande renovering, som tillkommit efter en insamling med anledning av 200-årsminnet för stavnsbåndets upphävande. Då blev obelisken med reliefer och de fyra statyerna ersatta av exakta kopior. Obelisken är av nexösandsten.
De närliggande gatorna Bernstorffsgade, Reventlowsgade och Colbjørnsensgade är namngivna efter Andreas Peter Bernstorff, Christian Ditlev Frederik Reventlow och Christian Colbjørnsen, vilka var huvudkrafterna bakom avskaffandet av stavnsbåndet.